# آرنور إينغفي تراوستاسون
آرتنور إينغفي تراوستاسون (بالآيسلندية: Arnór Ingvi Traustason) (مواليد 30 أبريل 1993) هو لاعب كرة قدم آيسلندي، يجيد اللعب في مركز الجناح الأيسر، ويلعب أيضًا كجناح أيمن، ويلعب حاليًا لنادي رابيد فيينا النمساوي.

## مسيرته الكروية
بدأ تراوستاسون مسيرته في بلده في كيفلافيك عندما كان عمره 17 عامًا في نادي كيفلافيك، وفي عام 2012 بدأ مسيرته الاحترافية بالمشاركة مع فريق ساندنيس النرويجي لعدة أشهر، ثم انتقل لنادي نورشوبينغ السويدي في يناير 2014، وفاز معه ببطولتي الدوري وكأس السوبر في عام 2015، ثم انتقل إلى نادي رابيد فيينا في 1 يوليو 2016.

### مشاركته مع المنتخب
شارك تراوستاسون مع منتخب آيسلندا لأول مرة في 13 نوفمبر 2015 في مباراته ضد المنتخب البولندي، والتي انتهت بهزيمة المنتخب الآيسلندي بأربعة أهداف لهدفين.

## بطولات وإنجازات اللاعب

### نورشوبينغ
- الدوري السويدي الممتاز: 2015
- كأس السوبر السويدي: 2015

## وصلات خارجية
- آرنور إينغفي تراوستاسون على موقع الاتحاد الدولي (مؤرشف)  (الإنجليزية)
- آرنور إينغفي تراوستاسون على موقع الاتحاد الأوربي (الإنجليزية)
- آرنور إينغفي تراوستاسون على موقع اتحاد النرويج (النرويجية)
- آرنور إينغفي تراوستاسون على موقع اتحاد السويد (السويدية)
- آرنور إينغفي تراوستاسون على موقع الدوري الأمريكي (الإنجليزية)
- آرنور إينغفي تراوستاسون على موقع قاعدة بيانات كرة القدم.إي يو (الإنجليزية)
- آرنور إينغفي تراوستاسون على موقع ناشيونال فوتبول تيمز (الإنجليزية)
- آرنور إينغفي تراوستاسون على موقع Soccerbase.com (لاعب) (الإنجليزية)
- آرنور إينغفي تراوستاسون على موقع Soccerway.com (الإنجليزية)
- آرنور إينغفي تراوستاسون على موقع عالم كرة القدم.نت (الإنجليزية)

- Arnór Ingvi Traustason